# Stade Lat-Dior
Het Stade Lat-Dior is een multifunctioneel stadion in Thiès, een stad in Senegal. 
Het stadion wordt vooral gebruikt voor voetbalwedstrijden. In het stadion is plaats voor 10.000 toeschouwers. Het stadion werd geopend in 2019. Het stadion is vernoemd naar Lat Jor, Damel (koning) van Cayor. 